# Hypnos (hudební skupina)
Hypnos (mezi roky 2004 až 2006 Hypnös) je česká deathmetalová kapela, která vznikla v roce 1999.

## Historie
Skupinu v srpnu 1999 založili bývalí členové kapely Krabathor – baskytarista a zpěvák Bronislav „Bruno“ Kovařík a bubeník Peter „Pegas“ Hlaváč. Inspirací pro název skupiny se stala stejnojmenná skladba od rakouských deathmetalistů Pungent Stench. Managerem se stal Petr Hejtmánek. Na post kytaristy přišel Radek „RAD“ Lebánek ze slovenských Stagnant. V této sestavě vzniklo v prosinci 1999 ve studiu Exponent čtyřskladbové EP Hypnos, na němž se kromě tří původních skladeb objevila i coververze písně The Cave italské thrashmetalové kapely Bulldozer. Nahrávka vyšla v dubnu následujícího roku v nákladu 2000 kusů u německé firmy Morbid Records a do května 2003 byla vyprodána.
Začátkem roku 2000 odešel RAD, který se brzy nato stal členem skupiny Shaark. Jeho post zaujal bývalý kytarista Krabathor René „Hire“ Hílek a posléze přišel druhý kytarista Igor Mores. V květnu 2000 vznikla ve studiu Exponent první dlouhohrající deska In Blood We Trust, na níž v několika skladbách zpívá Mika Luttinen z finské metalové skupiny Impaled Nazarene. Album vyšlo v září 2000 u Morbid Records a prodalo se jej přes 7000 kusů. Poté kapelu opustil jak Hire, tak i Mores, které nahradil kytarista David Menšík. Koncem roku se Hypnos zúčastnili evropského putovního festivalu X-Mass Festival.
V květnu 2001 Hypnos nahráli v německém studiu Spiderhouse album The Revenge Ride. Nahrávku produkoval Harris Johns, který v minulosti spolupracoval se skupinami Sodom, Voivod, Sepultura, Helloween, Tankard a dalšími. Mastering desky proběhl ve studiu Morrisound na Floridě. The Revenge Ride vyšlo v září 2001 a prodalo se jej přes 5000 kusů. V červenci téhož roku se Hypnos zúčastnili obřího německého festivalu With Full Force. Na podzim ze skupiny odešel David Menšík (později se přidal k Melancholy Pessimism) a místo něj nastoupil bývalý kytarista DMC Milan Večerka, zvaný Butch Mills.
V letech 2002 a 2003 Hypnos hojně koncertovali, mimo jiné i na velkých festivalech Party.San Open Air a Summer Breeze v Německu. V dubnu 2004 vyšla retrospektivní kompilace Demo(n)s, obsahující dema, živé a dříve nevydané skladby. Kapela si upravila název na Hypnös, čímž chtěla vyjádřit směřování od death metalu ze staré školy k modernějšímu pojetí hudby.
V červnu 2004 natočila skupina s producentem Harrisem Johnsem ve studiu Spiderhouse třetí studiové album Rabble Manifesto. Část desky se nahrávala rovněž ve studiu Shaark a mastering proběhl v brněnském studiu dřívějšího kytaristy Igora Morese. Rabble Manifesto vyšlo v červnu 2005. Kromě anglické coververze skladby Kult ohně od české blackmetalové kapely Törr obsahuje vokály zpěváka bigbítových Wayn Ladislava Švanygy nebo kytarová sóla bývalého člena kapely Davida Menšíka a Wojtka Lisického ze švédských skupin Luciferion a Lost Horizon. Součástí CD jsou také dva videoklipy, které se natáčely v Uherském Hradišti.
V roce 2005 kvůli rodinným důvodům odešel bubeník Pegas, jehož nahradil Peter Bajči z brněnské skupiny Amortez. Hypnös si za album Rabble Manifesto vysloužili nominaci na ocenění Anděl v kategorii Hard & Heavy, které nakonec získali Ador Dorath. Po německém a holandském turné v lednu 2006 Bruno kapelu pro nedostatek času a motivace rozpustil.
V roce 2009 začali Bruno a Pegas opět zkoušet, aby připravili nový materiál pro MCD Halfway to Hell, které vydala v roce 2010 česká firma Crystal Productions. Doplnění kytaristou Igorrem (Baskytarista ROOT) odehrála kapela v srpnu 2010 comebackový koncert na festivalu Brutal Assault v Jaroměři, který navštívilo cca 13.000 lidí a v prosinci několik koncertů s Napalm Death.
Na konci roku podepsali Hypnos smlouvu s německým vydavatelstvím Einheit Produktionen na další řadové album Heretic Commando – Rise Of The New Antikrist, které bylo nahráno spolu s norským zvukovým inženýrem Børge Finstadem, který v minulosti pracoval např. s Mayhem, Ihsahnem, Arcturus, Borknagar nebo Ulver. Album bylo vydáno v dubnu 2012, hned po krátkém turné opět s Napalm Death, v prosinci měli krátké tour spolu s polskými Vader. Další turné následovalo na jaře 2014 po východní Evropě spolu s Amon Amarth.
Za dobu své existence odehráli Hypnos více než 300 koncertů nejen v České a Slovenské republice, ale i v Polsku, Maďarsku, Rakousku, Německu, Švýcarsku, Francii, Nizozemsku, Belgii, Bulharsku, Rumunsku, Slovinsku, Chorvatsku a Itálii. Vystupovali například s kapelami Amon Amarth, Morbid Angel, Behemoth, Six Feet Under, Enslaved, Vader, Napalm Death, Dying Fetus nebo Pungent Stench.

## Členové kapely

### Poslední sestava
- Bruno – baskytara/zpěv (1999–)
- Pegas – bicí (1999–)
- Vlasa – kytara (2010–)
- Canni – kytara (2014–)

### Bývalí členové
- Radek Lebánek (alias RAD) – kytara (1999–2000)
- René Hilek (alias Hire) – kytara (2000)
- Igor Mores – kytara (2000)
- David Menšík (alias David M.) – kytara (2000–2001)
- Milan Večerka (alias Butch Mills) – kytara (2001–2006)
- Igor Hubík (alias Igorr) – kytara (2004–2006, 2010–2014)

### Koncertní hosté
- Jan Samek – kytara (2001–2005, 2010)
- Aleš Marek (alias Alex) – kytara (2000–2004)
- Ikaroz – kytara (2004)
- Peter Bajči – bicí (2005–2006)

## Diskografie

### Studiová alba
- 2000: In Blood We Trust
- 2001: The Revenge Ride
- 2005: Rabble Manifesto
- 2012: Heretic Commando: Rise of the New Antichrist
- 2017: The Whitecrow
- 2020: The Blackcrow

### EP
- 2000: Hypnos
- 2010: Halfway to Hell
- 2023: Deathbirth

### Kompilace
- 2004: Demo(n)s – The Collection 1999–2003

## Videoklipy
- Cleansing Extrema
- Drowned In Burial Mud
- Inverted